# Пшемислав Якуб Рудніцький
Пшемислав Якуб Рудніцький гербу Лис (пол. Przemysław Jakub Rudnicki; 1584 — 24 липня 1650, Перемишль) — польський шляхтич, єзуїт, освітній діяч. Ректор Львівського та Острозького колегіумів єзуїтів. Вихователь майбутнього короля Яна ІІ Казімежа Вази.

## Життєпис
Навчався в університеті єзуїтів у Вюрцбурзі разом з братом Пйотром (1596, поетика, риторика). Філософію вивчав у Римському колегіумі (1598). 31 жовтня 1601 став єзуїтом разом із братом, який через рік вийшов з лав через слабке здоров'я.
У травні 1616-го став віце-ректором, у 1617 — ректором Львівського колегіуму єзуїтів. У 1619 році його перевели на посаду професора до Познані. У січні 1622 Сигізмунд III Ваза вибрав його учителем та вихователем королевичів. Після закінчення навчання королевича Яна у 1629 році покинув двір, призначений, зокрема, професором теології і радником ректора Краківського колегіуму Миколая Ленчицького. 14 січня 1631 став ректором закладу.
Наприкінці 1633-го чи на початку 1634 року вирушив з Італії до Речі Посполитої, у дорозі його супутником був італійський архітектор Бенедетто Моллі (в Острозі у 1634—1645 роках керував будівництвом колегіуму єзуїтів, нарисував проект будівлі Колегіуму єзуїтів у Луцьку (1646, рисунок знаходиться у Парижі, в збірці Національної бібліотеки Франції). На початку 1634 року став ректором Острозького колегіуму, у відставку подав у 1637. У 1639 році став провінціялом Польської провінції ордену (подав у відставку 19.10.1643). Повернувся до Острога працювати керівником вищих шкіл та будівництва колегіуму. З 1644 — ректор Ярославського колегіуму. У 1648 переїхав до Перемишля, де керував будівництвом костелу та закладенням фундаментів колегіуму.